# Rock & Roll Music to the World
Rock & Roll Music to the World − dziewiąty album studyjny, brytyjskiego zespołu blues-rockowego Ten Years After z 1972.

## Lista utworów
| 1. | „You Give Me Loving”             | 6:33  |
|    |                                  |       |
| 2. | „Convention Prevention”          | 4:23  |
|    |                                  |       |
| 3. | „Turned-Off TV Blues”            | 5:13  |
|    |                                  |       |
| 4. | „Standing at the Station”        | 7:11  |
|    |                                  |       |
| 5. | „You Can’t Win Them All”         | 4:06  |
|    |                                  |       |
| 6. | „Religion”                       | 5:49  |
|    |                                  |       |
| 7. | „Choo Choo Mama”                 | 4:02  |
|    |                                  |       |
| 8. | „Tomorrow I'll Be Out of Town”   | 4:29  |
|    |                                  |       |
| 9. | „Rock & Roll Music to the World” | 3:47  |
|    |                                  |       |
|    |                                  | 45:33 |
|    |                                  |       |

## Twórcy
- Alvin Lee – wokal, gitara
- Chick Churchill – organy, fortepian
- Ric Lee – perkusja
- Leo Lyons – gitara basowa